# Lucian Freud
Lucian Freud (Berlino, 8 dicembre 1922 – Londra, 20 luglio 2011) è stato un pittore tedesco naturalizzato britannico, nipote di Sigmund Freud.

## Biografia
Nipote abiatico di Sigmund Freud, è figlio dell'architetto Ernst Freud e padre della scultrice Jane McAdam Freud. Nel 1933, poco dopo l'ascesa al potere in Germania di Adolf Hitler, si trasferisce nel Regno Unito con genitori e fratelli, ottenendo qualche anno più tardi la naturalizzazione britannica. Risale al 1937 la sua unica scultura, che gli vale l'ammissione alla Central School of Arts and Crafts di Londra prima, per iscriversi poi alla East Anglian School of Drawings and Paintings di Dedham nell'Essex diretta dal pittore Cedric Morris, che fu il suo primo mentore. I suoi studi vengono interrotti per un servizio su un convoglio di navi da guerra nell'Atlantico settentrionale.
Le prime prove pittoriche di Freud tendono all'espressività intensa, deformano volti e oggetti in direzione della Nuova oggettività ma forse anche tengono in vista Chagall surnaturel. Dai primi passi del suo cammino d'artista, Freud palesa uno straordinario spirito di osservazione del reale e una forte adesione concettuale ad esso, che si farà con gli anni sempre più incisiva. Tiene la sua prima personale nel 1944, ma già dieci anni dopo rappresenta la Gran Bretagna alla XXVII Biennale di Arti Visive di Venezia a fianco di Francis Bacon (pittore con il quale manterrà una certa affinità di ricerca) e Ben Nicholson.
A partire dagli anni cinquanta, inizia a concentrarsi sulla ritrattistica, spesso sui nudi (anche se il suo primo nudo integrale viene dipinto solo nel 1966), escludendo quasi completamente tutto il resto, e dalla metà del decennio sviluppa uno stile molto più libero, utilizzando grandi pennelli di pelo di maiale, concentrandosi sulla consistenza e sul colore della carne, e una pittura molto più spessa, a partire dall'impasto. Il suo nuovo stile muove da una nuova diversa maniera di vedere, il suo sguardo si volge anche all'interno dell'essere umano. In seguito ha un maggiore successo come pittore e si esibisce in numerose mostre personali, ad esempio in Giappone e negli Stati Uniti. La sua ultima mostra personale si tiene a Parigi al Centre Pompidou nel 2010. Il 21 luglio 2011 all'età di ottantotto anni, dopo una breve malattia, Lucian Freud muore nella sua Casa londinese.

## Onorificenze
- Nel 1951 al Festival of Britain è premiato con Arts Council Prize. 1953-1954 è visitor professor alla Slade School of Fine Art di Londra.
- Dal 1979 le mostre si moltiplicano e Freud espone in Giappone e negli Stati Uniti.
- Nel 1983 gli viene conferita l'onorificenza di "Companion of Honour". È Accademico Emerito dell'Accademia delle arti del disegno nella Classe di Pittura.

## Opere
- Autoritratto (JPG), su ibiblio.org.
- Ragazza con cane bianco (JPG), su ibiblio.org.
- Interno in Paddington (JPG), su ibiblio.org.
- John Minton (JPG), su ibiblio.org.
- Ragazza nuda che dorme (JPG), su ibiblio.org.
- Due uomini
- Relection (self-portrait) 1985